# Fabio Caballero
Fabio Caballero (n. Presidente Franco, Paraguay; 1 de octubre de 1992) es un futbolista paraguayo. Juega como mediocampista defensivo y su equipo actual es el Club Nacional de Saltos del Guaíra de la Liga Salto del Guaíra.

## Trayectoria
Fabio viene de una familia humilde de Presidente Franco. Se inició futbolísticamente a los 8 años en el Club Nanawa de Ciudad Pdte. Franco, ya con 12 años, pudo jugar por el Paranaense FC, disputando las interligas de Sub-13, ya con mayor edad pudo disputar con las categorías Sub-17 y Sub-19.
Un día, cuando el Club Olimpia necesitaba jugadores por las lesiones de sus futbolistas Julio Cesar Caceres, Miguel Amado y Richard Ortiz, se vio necesitado de ir en busca de jugadores. Entonces el profesor Virginio Cáceres, decidió visitar Presidente Franco, y viendo un partido del Club Nanawa, se interesó por Fabio y lo llamó para una prueba en la reserva del Club Olimpia, hasta que finalmente debutó en primera ante Cerro Porteño, cuyo resultado fue 0-0.
Fabio, jugó todos los partidos del decano a partir de ese clásico, hasta que finalmente Olimpia se corona campeón del Torneo Clausura 2011, siendo el una de las figuras que poseía el club. Luego de eso, llegó a disputar la Copa Libertadores 2012, realizando una muy buen desempeño con su club.

## Selección nacional
Ha sido internacional con la selección de fútbol de Paraguay.
Debutó en el amistoso contra Chile que resultó a favor de Paraguay 2-0. Fabio hizo una gran labor para el ataque y la defensa en el mismo partido.

## Clubes
| Club                                | País       | Año                              |
| ----------------------------------- | ---------- | -------------------------------- |
| Olimpia                             | Paraguay   | 2011 - 2013                      |
| América FC                          | Brasil     | 2014 - 2015                      |
| Rubio Ñu                            | Paraguay   | 2015                             |
| Tombense Futebol Clube              | Brasil     | 2016                             |
| River Plate                         | Paraguay   | 2016                             |
| 3 de Febrero                        | Paraguay   | 2017 - 2019                      |
| Club Nacional de Saltos del Guaíra  |            | 2021 - 2024                      |
| Sportivo Vy'a Renda                 | 🇵🇾Paraguay | 7 de abril - 21 de abril de 2024 |
| Club Buenaventura de Coronel Bogado | Paraguay   | Presente                         |

### Participaciones en Copas Nacionales
| Copa               | País     | Resultado     | Partidos | Goles |
| ------------------ | -------- | ------------- | -------- | ----- |
| Copa Paraguay 2018 | Paraguay | Por confirmar | 0        | 0     |

## Palmarés
| Título          | Club    | País     | Año  |
| --------------- | ------- | -------- | ---- |
| Torneo Clausura | Olimpia | Paraguay | 2011 |
| Copa Antel      | Olimpia | Paraguay | 2012 |